# Copa Mercosul de 1998
A Copa Mercosul de 1998 foi a primeira edição desse torneio sul-americano de futebol e teve como campeão o Palmeiras, clube brasileiro da cidade de São Paulo, que derrotou o Cruzeiro, também do Brasil, na final da competição.
A edição de 1998 contou com seis equipes da Argentina, sete do Brasil, três do Chile, duas do Paraguai e duas do Uruguai.

## Fórmula de disputa
Os vinte clubes foram divididos em cinco grupos: "A", "B", "C", "D" e "E".

Na primeira fase, os clubes se enfrentavam dentro dos seus grupos com jogos de ida e volta. O melhor classificado de cada grupo, juntamente com os três melhores segundos colocados, passavam à próxima fase.

As quartas-de-final e as semifinais eram jogados em ida-e-volta e quem somasse mais gols passava.

A final tinha a particularidade de ter um jogo desempate caso cada um ganhasse um jogo, independentemente do somatório de gols.

## Transmissão
A Copa Mercosul de 1998 foi transmitida pelo SBT, com exclusividade na TV Aberta. Na TV Fechada, houve uma curiosidade: o SporTV fez um view com o FOX Sports para a transmissão do torneio, já que não havia ainda o canal FOX Sports no Brasil.
Uma curiosidade é que o SBT decidiu exibir apenas o segundo tempo de alguns jogos em que o horário de início (21:40) era o mesmo do Programa do Ratinho, que, à época, era o líder de audiência do horário. Na ocasião, Ruy Brisolla, vice-presidente da Traffic, empresa que promovia a competição, disse, em entrevista ao Estadão: "Não há como negar que houve um desprestígio do SBT pela competição, mas não podemos obrigá-los a transmitir. Eles pagam e mostram o que querem".
A decisão gerou críticas de torcedores (que não podiam acompanhar as partidas na íntegra), e dos anunciantes das placas de publicidade à beira do gramado (vísiveis por menos tempo na TV).

## Equipes participantes
| País                      | Equipe                                                                         |
| ------------------------- | ------------------------------------------------------------------------------ |
| Argentina 6 participantes | Boca Juniors Independiente Racing Club River Plate San Lorenzo Vélez Sarsfield |
| Brasil 7 participantes    | Corinthians Cruzeiro Flamengo Grêmio Palmeiras São Paulo Vasco da Gama         |
| Chile 3 participantes     | Colo-Colo Universidad Católica Universidad de Chile                            |
| Paraguay 2 participantes  | Cerro Porteño Olimpia                                                          |
| Uruguay 2 participantes   | Nacional Peñarol                                                               |

## Primeira fase

### Grupo A
| Clube       | Pts | J | V | E | D | GF | GC | SG |
| ----------- | --- | - | - | - | - | -- | -- | -- |
| Cruzeiro    | 10  | 6 | 3 | 1 | 2 | 15 | 7  | 8  |
| San Lorenzo | 10  | 6 | 3 | 1 | 2 | 11 | 8  | 3  |
| São Paulo   | 7   | 6 | 2 | 1 | 3 | 8  | 12 | -4 |
| Colo-Colo   | 7   | 6 | 2 | 1 | 3 | 5  | 12 | -7 |

| 29 de julho de 1998 | San Lorenzo            | 2 – 1 | Cruzeiro          | Nuevo Gasómetro, Buenos Aires (Argentina) |
| 21:15 h (UTC-3)     | Coudet 2' · Tuzzio 26' |       | Marcelo Ramos 30' | Árbitro: Eduardo Gamboa                   |

| - San Lorenzo: Passet; Tuzzio, Ameli, Lussenhoff e Córdoba; Coudet, Galetto, Borrelli (Basabilvaso) e Gorosito; Estévez e Acosta (Coria). Técnico: Alfio Basile. - Cruzeiro: Dida; Gustavo, Marcelo Djian, Wilson Gottardo e Gilberto; Valdir, Ricardinho (Alex Alves), Djair e Valdo; Müller e Marcelo Ramos (Fábio Júnior). Técnico: Levir Culpi. |

| 30 de julho de 1998 | São Paulo | 1 – 0 | Colo-Colo | Morumbi, São Paulo (SP)                           |
| 21:45 h (UTC-3)     | Raí 79'   |       |           | Público: 2,547 pagantes Árbitro: Horacio Elizondo |

| - São Paulo: Rogério Ceni; Zé Carlos (Cláudio), Capitão, Márcio Santos e Serginho; Alexandre, Fabiano, Raí e Carlos Miguel; Dodô (Marcelinho Paraíba) e França (Edmílson). Técnico: Nelsinho Baptista. - Colo-Colo: Arbiza; Pablo Contreras (Barticciotto, depois Córdova), Reyes e González; Henríquez, Pereira, Villaseca, Sierra (Ferrero) e Rojas; Espina e Tapia. Técnico: Gustavo Benítez. |

| 18 de agosto de 1998 | San Lorenzo                               | 3 – 0 | Colo-Colo | Nuevo Gasómetro, Buenos Aires (Argentina) |
|                      | Gorosito 30' (P) · Tuzzio 65' · Saric 89' |       |           | Árbitro: Ubaldo Aquino                    |

| - San Lorenzo: Passet; Tuzzio, Ameli, Lussenhoff e Manusovich; Coudet, Galetto, Borrelli (Basabilvaso) e Gorosito (Saric); Estévez (Rivadero) e Acosta. Técnico: Alfio Basile. - Colo-Colo: Ramírez; González, Reyes, Mena e Díaz; Pereira, Lobos, Sanhueza (Basay) e Arrué; Barticciotto (Sierra) e Ferrero. Técnico: Gustavo Benítez. |

| 20 de agosto de 1998 | Cruzeiro                                                             | 5 – 1 | São Paulo    | Mineirão, Belo Horizonte (MG)       |
|                      | Gilberto 31' · Müller 43' · Fábio Júnior 75' 83' · Marcelo Ramos 90' |       | Edmílson 20' | Árbitro: Sidrack Marinho dos Santos |

| - Cruzeiro: Dida; Gustavo, Marcelo Djian, Wilson Gottardo e Gilberto; Valdir, Ricardinho, Djair (Caio) e Valdo; Fábio Júnior (Alex Alves) e Müller (Marcelo Ramos). Técnico: Levir Culpi. - São Paulo: Rogério Ceni; Zé Carlos, Márcio Santos, Bordon e Serginho; Capitão, Gallo, Edmílson (Adriano) e Souza (Sidney); Marcelinho Paraíba e França. Técnico: Nelsinho Baptista. |

| 3 de setembro de 1998 | Colo-Colo     | 2 – 1 | Cruzeiro  | David Arellano, Santiago (Argentina) |
|                       | Basay 32' 45' |       | Valdo 68' | Árbitro: Óscar Ruiz                  |

| - Colo-Colo: Arbiza; Pablo Contreras, Reyes, Henríquez e Barticciotto (Wilson Contreras); Pereira, Rojas, Espina e Sierra; Tapia (Arrué) e Basay. Técnico: Gustavo Benítez. - Cruzeiro: Dida; Gustavo, Jean Elias, Wilson Gottardo e Gilberto; Marcos Paulo (Caio), Ricardinho, Djair (Marcelo Ramos) e Valdo; Fábio Júnior e Müller. Técnico: Levir Culpi. |

| 3 de setembro de 1998 | São Paulo    | 2 – 1 | San Lorenzo | Morumbi, São Paulo (SP) |
|                       | Dodô 48' 64' |       | Biaggio 5'  | Árbitro: Robert Troxler |

| - São Paulo: Rogério Ceni; Edmílson, Márcio Santos, Rogério Pinheiro e Serginho; Alexandre, Sidney, Fabiano e Souza; Dodô e França. Técnico: Nelsinho Baptista. - San Lorenzo: Passet; Tuzzio, Ameli, Lussenhoff e Manusovich; Coudet (Rivadero), Paredes (Galetto), Basabilvaso (Coria) e Gorosito; Biaggio e Acosta. Técnico: Alfio Basile. |

| 17 de setembro de 1998 | Cruzeiro               | 2 – 1 | San Lorenzo | Mineirão, Belo Horizonte (MG)                      |
| 21:00 h (UTC-3)        | Müller 54' · Valdo 60' |       | Acosta 85'  | Público: 5,748 pagantes Árbitro: Epifanio González |

| - Cruzeiro: Dida; Gustavo, Marcelo Djian, Wilson Gottardo e Gilberto; Marcos Paulo, Djair e Valdo; Müller, Marcelo Ramos e Fábio Júnior (Ricardinho). Técnico: Levir Culpi. - San Lorenzo: Passet; Tuzzio, Ameli, Lussenhoff e Córdoba; Coudet, Paredes, Basabilvaso (Saric) e Borrelli (Figueroa); Biaggio (Estévez) e Acosta. Técnico: Alfio Basile. |

| 17 de setembro de 1998 | Colo-Colo             | 2 – 1 | São Paulo  | David Arellano, Santiago (Argentina)                              |
|                        | Tapia 28' · Reyes 70' |       | França 20' | Árbitro: Daniel Giménez Auxiliares: Oscar Sequeira e Darío García |

| - Colo-Colo: Arbiza; Pablo Contreras, Reyes, Henríquez e Wilson Contreras (Barticciotto); Pereira, Lobos, Sanhueza (Arrué) e Sierra; Espina (Córdova) e Tapia. Técnico: Gustavo Benítez. - São Paulo: Rogério Ceni; Zé Carlos, Márcio Santos, Rogério Pinheiro e Serginho; Alexandre, Sidney, Fabiano e Carlos Miguel (Marcelinho Paraíba); Dodô (Bordon) e França. Técnico: Nelsinho Baptista. |

| 30 de setembro de 1998 | São Paulo | 1 – 1 | Cruzeiro    | Morumbi, São Paulo (SP)           |
|                        | Dodô 52'  |       | Gustavo 62' | Árbitro: Wilson de Souza Mendonça |

| - São Paulo: Rogério Ceni; Capitão, Márcio Santos e Bordon (Zé Carlos); Fabiano, Alexandre, Carlos Miguel, Fábio Aurélio e Serginho (Marcelinho Paraíba); Dodô e França. Técnico: Mário Sergio. - Cruzeiro: Dida; Gustavo, Marcelo Djian, Wilson Gottardo e Gilberto; Marcos Paulo (Vagner), Ricardinho, Djair e Valdo; Fábio Júnior e Müller (Alex Alves). Técnico: Levir Culpi. |

| 1º de outubro de 1998 | Colo-Colo  | 1 – 1 | San Lorenzo | David Arellano, Santiago (Argentina) |
|                       | Espina 24' |       | Biaggio 80' | Árbitro: Gustavo Méndez              |

| - Colo-Colo: Arbiza; González, Reyes, Mena e Barticciotto; Villaseca, Lobos (Arrué), Sanhueza e Sierra; Espina (Rojas) e Tapia. Técnico: Gustavo Benítez. - San Lorenzo: Passet; Tuzzio (Manusovich), Ameli, Lussenhoff e Córdoba; Coudet, Paredes (Saric), Figueroa (Biaggio) e Gorosito; Estévez e Acosta. Técnico: Alfio Basile. |

| 15 de outubro de 1998 | San Lorenzo                       | 3 – 2 | São Paulo                 | Nuevo Gasómetro, Buenos Aires (Argentina) |
|                       | Gorosito 31' (P) · Acosta 35' 50' |       | Edmílson 15' · França 26' | Árbitro: Gustavo Gallesio                 |

| - San Lorenzo: Passet; Tuzzio, Ameli, Lussenhoff e Córdoba; Paredes, Galetto, Borrelli (Basabilvaso) e Gorosito (Rivadero); Estévez e Acosta (Coria). Técnico: Alfio Basile. - São Paulo: Roger; Rogério Pinheiro, Márcio Santos e Bordon; Fabiano, Edmílson, Carlos Miguel (Zé Carlos), Marcelinho Paraíba (Reinaldo) e Fábio Aurélio; Dodô e França. Técnico: Mário Sergio. |

| 15 de outubro de 1998 | Cruzeiro                                                     | 5 – 0 | Colo-Colo | Mineirão, Belo Horizonte (MG)                   |
|                       | Alex Alves 4' · Djair 31' · Gilberto 46' 56' · Valdo 54' (P) |       |           | Público: 14,155 pagantes Árbitro: Ubaldo Aquino |

| - Cruzeiro: Dida; Gustavo, Marcelo Djian, Wilson Gottardo (João Carlos) e Gilberto; Marcos Paulo (Marcelo Ramos), Ricardinho (Vagner), Djair e Valdo; Müller e Alex Alves. Técnico: Levir Culpi. - Colo-Colo: Arbiza; Pablo Contreras, Reyes, Henríquez e Barticciotto; Pereira, Villaseca, Lobos (Sanhueza) e Arrué; Espina (Cáceres) e Tapia (Córdova). Técnico: Gustavo Benítez. |

### Grupo B
| Clube                | Pts | J | V | E | D | GF | GC | SG |
| -------------------- | --- | - | - | - | - | -- | -- | -- |
| Palmeiras            | 18  | 6 | 6 | 0 | 0 | 16 | 3  | 13 |
| Nacional             | 9   | 6 | 3 | 0 | 3 | 10 | 14 | -4 |
| Independiente        | 6   | 6 | 2 | 0 | 4 | 12 | 15 | -3 |
| Universidad de Chile | 3   | 6 | 1 | 0 | 5 | 7  | 13 | -6 |

| 29 de julho de 1998 | Nacional      | 1 – 0 | Universidad de Chile | Centenario, Montevidéu (Uruguai) |
| 21:40 h (UTC-3)     | Rodríguez 62' |       |                      | Árbitro: Robert Troxler          |

| 29 de julho de 1998 | Palmeiras              | 2 – 1 | Independiente    | Morumbi, São Paulo (SP)   |
| 21:50 h (UTC-3)     | Magrão 60' · Almir 72' |       | Calderón 38' (P) | Árbitro: Gustavo Gallesio |

| - Palmeiras: Marcos; Arce, Júnior Baiano, Cléber e Júnior; Rogério, Galeano (Roque Júnior), Darci (Magrão) e Zinho; Paulo Nunes (Almir) e Oséas. Técnico: Luiz Felipe Scolari. - Independiente: Scoponi; Ramírez, Rotchen, Sánchez e Díaz; Toresani, Cascini, Fernández (López) e Hanuch; Calderón (Amaya) e Guerrero (Gómez). Técnico: César Menotti. |

| 11 de agosto de 1998 | Universidad de Chile             | 3 – 0 | Independiente | Nacional, Santiago (Chile) |
| 19:10 h (UTC-4)      | González 27' · Rodríguez 37' 66' |       |               | Árbitro: Rogger Zambrano   |

| - Universidad de Chile: Vargas; Acuña, Mora, Fuentes e Olarra; Musrri, Valencia (Mafla), Galdames e Rodríguez (Castañeda); Pedro González e Maestri. Técnico: Roberto Hernández. - Independiente: Mondragón; Ramírez, Pena, Milito e Díaz; Toresani (Amaya), Cascini, López e Hanuch; Calderón (Garnero) e Guerrero (Arzeno). Técnico: César Menotti. |

| 19 de agosto de 1998 | Nacional | 0 – 5 | Palmeiras                                                  | Centenario, Montevidéu (Uruguai)                                  |
| 21:50 h (UTC-3)      |          |       | Oséas 11' · Magrão 32' 43' · Tiago Silva 77' · Juliano 85' | Árbitro: Roberto Ruscio Auxiliares: Fabián Madorrán e Luis Trucco |

| - Nacional: Romay; De Los Santos, Rodríguez, Jorjão e Bergara; Camejo, Del Campo, Vanzini e Guigou (Regueiro); Varela (Delgado) e Núñez (Sosa). Técnico: Hugo De León. - Palmeiras: Velloso; Neném, Júnior Baiano, Cléber e Júnior; Roque Júnior, Rogério, Alex e Zinho (Tiago Silva); Magrão (Juliano) e Oséas (Galeano). Técnico: Luiz Felipe Scolari. |

| 2 de setembro de 1998 | Universidad de Chile | 1 – 2 | Palmeiras                   | Nacional, Santiago (Chile) |
| 20:40 h (UTC-4)       | Maestri 70'          |       | Roque Júnior 58' · Alex 81' | Árbitro: Byron Moreno      |

| - Universidad de Chile: Vargas; Castañeda, Mora, Rojas e Olarra; Aros, Musrri, Valencia (Barrera) e Rodríguez; Pedro González e Maestri. Técnico: Roberto Hernández. - Palmeiras: Velloso; Arce, Roque Júnior, Cléber e Júnior; Rogério, Galeano, Alex e Darci (Pedrinho); Magrão (Tiago Silva) e Zinho. Técnico: Luiz Felipe Scolari. |

| 2 de setembro de 1998 | Independiente                      | 4 – 3     | Nacional                             | Libertadores de América, Avellaneda (Argentina) |
| 21:40 h (UTC-3)       | Cascini 20' 68' · Calderón 72' 77' | Relatório | Guigou 18' · Delgado 33' · Núñez 90' | Árbitro: Ubaldo Aquino                          |

| - Independiente: Mondragón; Ramírez (Hanuch), Rotchen, Sánchez e Díaz; Carrizo (Amaya), Cascini, Garnero e López; Calderón e Guerrero (Del Río). Técnico: César Menotti. - Nacional: Romay; De Los Santos, Jorjão (Núñez), Rodríguez e Bergara; Del Campo, Camejo, Guigou e Coelho; Delgado (Varela) e Sosa (Regueiro). Técnico: Hugo De León. |

| 16 de setembro de 1998 | Universidad de Chile | 1 – 3 | Nacional                             | Nacional, Santiago (Chile)   |
| 20:45 h (UTC-4)        | Mafla 60' (P)        |       | Alvez 26' · Camejo 70' · Morquio 89' | Árbitro: Oscar Roberto Godói |

| 16 de setembro de 1998 | Independiente | 0 – 3 | Palmeiras                      | Libertadores de América, Avellaneda (Argentina) |
| 21:40 h (UTC-3)        |               |       | Paulo Nunes 15' · Alex 76' 79' | Árbitro: Gustavo Gallesio                       |

| - Independiente: Mondragón; Núñez (Amaya), Rotchen, Sánchez, Milito, Hanuch, Del Río, Garnero, López (Gómez), Calderón e Guerrero. Técnico: César Menotti. - Palmeiras: Velloso; Arce, Júnior Baiano, Cléber e Júnior; Rogério, Galeano, Alex (Pedrinho) e Zinho (Arílson); Paulo Nunes e Oséas (Almir). Técnico: Luiz Felipe Scolari. |

| 1º de outubro de 1998 | Palmeiras                     | 3 – 1 | Nacional        | Parque Antárctica, São Paulo (SP) |
| 21:40 h (UTC-3)       | Rogério 47' · Arílson 75' 78' |       | Barrios 88' (P) | Árbitro: Mário Sánchez            |

| - Palmeiras: Marcos; Neném, Agnaldo, Júnior Baiano e Júnior; Tiago Silva, Galeano (Rogério), Alex (Almir) e Arílson; Magrão e Oséas (Paulo Nunes). Técnico: Luiz Felipe Scolari. - Nacional: Munúa; Del Campo, Jorjão, Morquio e Barrios; Camejo, Vanzini (Guiguou), Sosa e Coelho; Delgado (Núñez) e Ramírez (Regueiro). Técnico: Hugo De León. |

| 1º de outubro de 1998 | Independiente                                              | 6 – 2     | Universidad de Chile | Libertadores de América, Avellaneda (Argentina) |
| 21:40 h (UTC-3)       | Gómez 20' 23' · Amaya 39' · Calderón 75' 87' · Garnero 80' | Relatório | Barrera 44' 51'      | Árbitro: Epifanio González                      |

| - Independiente: Mondragón; Núñez, Rotchen, Sánchez e Díaz; Hanuch (Toresani), Carrizo, Mercado (Garnero) e Amaya (Turdó); Gómez e Calderón. Técnico: César Menotti. - Universidad de Chile: Vargas (Roberto Rojas); Castañeda, Mora, Alberto Rojas e Aros; Musrri, Arancibia (García), Ponce, Rodríguez (Pedro González) e Valencia; Barrera. Técnico: Roberto Hernández. |

| 13 de outubro de 1998 | Nacional                    | 2 – 1 | Independiente | Centenario, Montevidéu (Uruguai)                                     |
| 21:40 h (UTC-3)       | Bergara 20' · Alvez 72' (P) |       | Gómez 59'     | Árbitro: Bonifacio Núñez Auxiliares: Carlos Torres e William Weiller |

| - Nacional: Romay; Rodríguez, Morquio, Jorjão, Camejo, Guigou (Barrios), Vanzini (Del Campo), Bergara, Varela, Alvez e Núñez (Coelho). Técnico: Hugo De León. - Independiente: Mondragón; Núñez, Rotchen, Sánchez e Díaz; Toresani, Carrizo, Hanuch (Amaya) e López; Turdó (Garnero) e Gómez. Técnico: César Menotti. |

| 13 de outubro de 1998 | Palmeiras | 1 – 0 | Universidad de Chile | Parque Antárctica, São Paulo (SP) |
| 21:40 h (UTC-3)       | Almir 56' |       |                      | Árbitro: Daniel Giménez           |

| - Palmeiras: Marcos; Neném, Agnaldo, Cléber e Júnior (Ferrugem); Pedrinho, Tiago Silva, Zinho (Arílson) e Magrão (Darci); Almir e Oséas. Técnico: Luiz Felipe Scolari. - Universidad de Chile: Riquelme; Galdames (Arancibia), Cáceres, Rojas e Marcos González; Ponce (Barrera), Musrri, Valencia e Acuña; Gusmán (Pedro González) e García. Técnico: Roberto Hernández. |

### Grupo C
| Clube       | Pts | J | V | E | D | GF | GC | SG |
| ----------- | --- | - | - | - | - | -- | -- | -- |
| Racing      | 14  | 6 | 4 | 2 | 0 | 9  | 4  | 5  |
| Olimpia     | 10  | 6 | 3 | 1 | 2 | 13 | 12 | 1  |
| Corinthians | 5   | 6 | 1 | 2 | 3 | 7  | 8  | -1 |
| Peñarol     | 3   | 6 | 0 | 3 | 3 | 6  | 11 | -5 |

| 30 de julho de 1998 | Olimpia                 | 2 – 2 | Corinthians                              | Defensores del Chaco, Assunção (Paraguai) |
|                     | Pérez 38' · Paredes 50' |       | Marcelinho Carioca 29' (P) · Edílson 53' | Árbitro: José Luis da Rosa                |

| - Olímpia: Tavarelli; Valdez, Cáceres, Zelaya e Franco; Jara, Paredes, Esteche (Santa Cruz) e Pérez; Avalos (Benítez) e Caballero (Neffa). Técnico: Luis Cubilla. - Corinthians: Nei; Rodrigo, Gamarra, Batata e Sylvinho; Amaral (Gilmar Fubá), Vampeta, Rincón e Marcelinho Carioca; Edílson (Dinei) e Mirandinha (Didi). Técnico: Vanderlei Luxemburgo. |

| 4 de agosto de 1998 | Peñarol      | 1 – 1 | Racing  | Centenario, Montevidéu (Uruguai)                                                                                   |
|                     | Pandiani 76' |       | Lux 10' | Árbitro: Antônio Pereira da Silva Auxiliares: Francisco Dacildo Mourão de Albuquerque e Milton Otaviano dos Santos |

| - Peñarol: Flores; Cafu, Herrera, De Los Santos e Serafín García; Barilko, Rotundo, Bengoechea (Pandiani) e Cedrés; Pacheco (González) e Romero. Técnico: Gregorio Pérez. - Racing: Bizzarri; Andrés Gaitán (Zanetti), Diego Capria, Úbeda e Reinoso; Gonzalo Gaitán, Michelini e Lux; Delgado, Estévez (Villalba) e García (Giménez). Técnico: Ángel Cappa. |

| 18 de agosto de 1998 | Corinthians | 1 – 2 | Racing                     | Morumbi, São Paulo (SP)    |
|                      | Edílson 29' |       | Villalba 14' · Bezombe 82' | Árbitro: José Luis da Rosa |

| - Corinthians: Nei; Rodrigo (Romeu), Gamarra, Batata e Sylvinho; Vampeta, Rincón, Ricardinho (Didi) e Marcelinho Carioca; Edílson e Mirandinha (Dinei). Técnico: Vanderlei Luxemburgo. - Racing: Bizzarri; Reinoso, Diego Capria, Úbeda, Zanetti, Bezombe, Michelini, Giménez (Latorre), Rubén Capria (García), Estévez e Villalba (Delgado). Técnico: Ángel Cappa. |

| 20 de agosto de 1998 | Olimpia                                                   | 4 – 2 | Peñarol                   | Defensores del Chaco, Assunção (Paraguai)                           |
|                      | Esteche 33' (P) · Zelaya 47' · Cafu 54' (C) · Benítez 85' |       | Pandiani 27' · Cedrés 39' | Árbitro: Horacio Elizondo Auxiliares: Oscar Sequeira e Oscar Olagüe |

| - Olimpia: Tavarelli; Valdez, Caniza, Zelaya e Paredes; Esteche (Jara), Caballero (Franco), Pérez (Benítez) e Quintana; Romero e Santa Cruz. Técnico: Luis Cubilla. - Peñarol: Flores; Serafín García, Cafu, De Los Santos e Borjas; Barilko, Bengoechea (De Souza), Pablo García e Cancela; Cedrés (Pacheco) e Pandiani (Franco). Técnico: Gregorio Pérez. |

| 1º de setembro de 1998 | Racing      | 1 – 0     | Olimpia | Juan Domingo Perón, Avellaneda, (Argentina) |
| 21:40 h (UTC-3)        | Latorre 73' | Relatório |         | Árbitro: Sidrack Marinho dos Santos         |

| - Racing: Bizzarri; Andrés Gaitán, Banegas, Úbeda e Zanetti; Giménez (Bezombe), Michelini, Rubén Capria e Lux (Morales); Latorre e Villalba (Delgado). Técnico: Ángel Cappa. - Olimpia: Tavarelli; Cáceres, Caniza, Zelaya e Franco; Esteche, Paredes, Jara (Neffa) e Pérez (Benítez); Gabriel González e Caballero (Santa Cruz). Técnico: Luis Cubilla. |

| 1º de setembro de 1998 | Corinthians | 1 – 1 | Peñarol      | Pacaembu, São Paulo (SP)                                                         |
|                        | Edílson 23' |       | De Souza 75' | Público: 13,257 Árbitro: Daniel Giménez Auxiliares: Ángel Sánchez e Darío García |

| - Corinthians: Nei; Rodrigo, Gamarra, Batata (Cris) e Kléber; Amaral, Vampeta, Rincón (Márcio Costa) e Marcelinho Carioca; Edílson e Mirandinha (Dinei). Técnico: Vanderlei Luxemburgo. - Peñarol: Flores; Cafu, Herrera, Lima e Adinolfi; Rotundo, Pablo García (Romero), De Souza e Barilko; Pacheco (González) e Franco (Serafín García). Técnico: Gregorio Pérez. |

| 15 de setembro de 1998 | Racing | 0 – 0 | Peñarol | Juan Domingo Perón, Avellaneda, (Argentina)                  |
|                        |        |       |         | Árbitro: Luis Peña Auxiliares: Rubén Selmán e Héctor Poblete |

| - Racing: Bizzarri; Reinoso, Banegas, Úbeda e Zanetti; Gonzalo Gaitán (Giménez), Michelini e Ángel Morales; García (Estévez), Ojeda (Villalba) e Delgado. Técnico: Ángel Cappa. - Peñarol: Flores; Serafín García, De Los Santos, Lima e Borjas; Rotundo, Romero (De Souza), Pablo García (Bengoechea) e Cancela; Pacheco (González) e Pandiani. Técnico: Gregorio Pérez. |

| 15 de setembro de 1998 | Corinthians            | 1 – 2 | Olimpia                     | Pacaembu, São Paulo (SP)                          |
|                        | Marcelinho Carioca 82' |       | Pérez 15' · Esteche 63' (P) | Público: 4,665 pagantes Árbitro: Horacio Elizondo |

| - Corinthians: Nei; Rodrigo (Gilmar Fubá), Gamarra (Batata), Cris e Sylvinho; Vampeta, Rincón, Ricardinho e Marcelinho Carioca; Dinei (Mirandinha) e Edílson. Técnico: Vanderlei Luxemburgo. - Olimpia: Tavarelli; Cáceres, Caniza, Zelaya e Franco; Esteche, Jara, Pérez e Paredes; Gabriel González (Benítez) e Caballero. Técnico: Luis Cubilla. |

| 29 de setembro de 1998 | Racing       | 1 – 0 | Corinthians | Juan Domingo Perón, Avellaneda, (Argentina) |
|                        | Villalba 89' |       |             | Árbitro: Mario Sánchez                      |

| - Racing: Bizzarri; Andrés Gaitán, Diego Capria, Úbeda e Zanetti; Gonzalo Gaitán (Delgado), Quiroz e Lux; Giménez (Ángel Morales, Estévez (Latorre) e Villalba. Técnico: Ángel Cappa. - Corinthians: Maurício; Índio (Rodrigo), Cris, Batata e Kléber; Amaral, Gilmar Fubá, Márcio Costa e Ricardinho; Mirandinha e Fernando Baiano (Dinei). Técnico: Vanderlei Luxemburgo. |

| 29 de setembro de 1998 | Peñarol               | 2 – 3 | Olimpia                         | Centenario, Montevidéu (Uruguai)                               |
|                        | Franco 21' · Cafu 66' |       | Esteche 25' 75' · Caballero 29' | Árbitro: Eduardo Gamboa Auxiliares: Guido Aros e Omar Sanhueza |

| - Peñarol: Flores; Serafín García, Rotundo, Cafu e Lima (Herrera); Romero (De Souza), Pablo García, Bengoechea e Cancela; González (Pandiani) e Franco. Técnico: Gregorio Pérez. - Olimpia: Tavarelli; Cáceres, Caniza, Franco e Zelaya; Paredes, Jara (Romero), Pérez e Esteche (Mendoza); Avalos (Quintana) e Caballero. Técnico: Luis Cubilla. |

| 14 de outubro de 1998 | Olimpia                             | 2 – 4 | Racing                                         | Defensores del Chaco, Assunção (Paraguai) |
| 21:40 h               | Andrés Gaitán 11' (C) · Benítez 23' |       | Estévez 60' 67' · Ojeda 79' · Rubén Capria 90' | Árbitro: Antônio Pereira da Silva         |

| - Olimpia: Ortíz; Valdez, Caniza, Zelaya e Franco; Esteche, Paredes (Torres), Pérez (Mendoza), Neffa (Romero), Santa Cruz e Benítez. Técnico: Luis Cubilla. - Racing: Bizzarri; Andrés Gaitán (Ojeda), Diego Capria, Úbeda e Corbalán (Reinoso); Gonzalo Gaitán, Rubén Capria e Lux; Giménez, Villalba e Estévez (Quiroz). Técnico: Ángel Cappa. |

| 14 de outubro de 1998 | Peñarol | 0 – 2 | Corinthians                    | Centenario, Montevidéu (Uruguai)                                   |
|                       |         |       | Didi 42' · Fernando Baiano 70' | Árbitro: Claudio Martín Auxiliares: Oscar Sequeira e Ernesto Taibi |

| - Peñarol: De Agustini; Cafu, Herrera, Rotundo e Serafín García; Barilko (De Souza), Bengoechea (González), Pablo García e Cancela; Franco e Pandiani (Luis Romero). Técnico: Gregorio Pérez. - Corinthians: Nei; Rodrigo, Márcio Costa, Batata e Kléber; Amaral (Toninho), Gilmar Fubá, Romeu e Ricardinho; Fernando Baiano (Edu) e Didi. Técnico: Oswaldo de Oliveira. |

### Grupo D
| Clube           | Pts | J | V | E | D | GF | GC | SG |
| --------------- | --- | - | - | - | - | -- | -- | -- |
| Vélez Sarsfield | 11  | 6 | 3 | 2 | 1 | 7  | 6  | 1  |
| Boca Juniors    | 9   | 6 | 3 | 0 | 3 | 11 | 7  | 4  |
| Flamengo        | 9   | 6 | 3 | 0 | 3 | 7  | 8  | -1 |
| Cerro Porteño   | 5   | 6 | 1 | 2 | 3 | 9  | 13 | -4 |

| 29 de julho de 1998 | Flamengo               | 2 – 0     | Cerro Porteño | Maracanã, Rio de Janeiro (RJ)                                                               |
| 20:40 h (UTC-3)     | Marcos Assunção 4' 82' | Relatório |               | Público: 4,352 pagantes Árbitro: Fabián Madorrán Auxiliares: Claudio Martín e Rodolfo Otero |

| - Flamengo: Clemer; Eduardo, Luiz Alberto, Ricardo Rocha e Wágner; Jamir (Leandro Ávila), Marcos Assunção, Beto (Iranildo) e Cleisson; Vinícius (Juan) e Nélio. Técnico: Joel Santana. - Cerro Porteño: Bobadilla; Recalde, Sanabria, Cristaldo e Da Silva; Humberto Ovelar, Gómez, Gavilán (Meza) e Alvarenga; Paredes (Espinoza) e Caballero (Monges). Técnico: Raúl Navarro. |

| 5 de agosto de 1998 | Boca Juniors | 0 – 1 | Vélez Sarsfield | La Bombonera, Buenos Aires (Argentina) |
| 21:30 h (UTC-3)     |              |       | Pellegrino 21'  | Árbitro: Ángel Sánchez                 |

| - Boca Juniors: Córdoba; Ortíz, Bermúdez (Ibarra), Samuel e Arruabarrena; Cagna, Serna, Navas (Giménez) e Riquelme; Guillermo Schelotto e Palermo. Técnico: Carlos Bianchi. - Vélez Sársfield: Chilavert; Zandoná, Pellegrino, Compagnucci e Sotomayor; Claudio Husaín, Bassedas, Pandolfi (Cordone) e Cardozo (Méndez); Camps e Darío Husaín (Domínguez). Técnico: Eduardo Solari. |

| 19 de agosto de 1998 | Cerro Porteño                              | 3 – 2 | Boca Juniors            | Defensores del Chaco, Assunção (Paraguai) |
| 21:00 h (UTC-4)      | Da Silva 21' · Fernández 54' · Gavilán 87' |       | Ortíz 32' · Palermo 78' | Árbitro: Márcio Rezende de Freitas        |

| - Cerro Porteño: Bobadilla; Espínola (Espinoza), Sanabria, Cristaldo e Da Silva; Humberto Ovelar (Domínguez), Gómez, Gavilán e Alvarenga; Meza (Fernández) e Espinoza. Técnico: Raúl Navarro. - Boca Juniors: Córdoba; Ortíz, Bermúdez, Samuel e Arruabarrena; Cagna, Serna, Rosada (Rey) e Pereda (Navas); Palermo e Giménez (Riquelme). Técnico: Carlos Bianchi. |

| 19 de agosto de 1998 | Vélez Sarsfield | 1 – 0 | Flamengo | José Amalfitani, Buenos Aires (Argentina) |
| 21:40 h (UTC-3)      | Pandolfi 5'     |       |          | Árbitro: Mario Sánchez                    |

| - Vélez Sársfield: Chilavert; Zandoná, Pellegrino, Castromán e Sotomayor; Claudio Husaín, Bassedas, Pandolfi (Cordone, depois Domínguez) e Cardozo (Méndez); Darío Husaín e Camps. Técnico: Eduardo Solari. - Flamengo: Clemer; Pimentel, Juan, Luiz Alberto e Leonardo Inácio; Marcos Assunção, Leandro Ávila, Beto (Vinícius) e William; Nélio (Iranildo) e Rodrigo Fabri. Técnico: Joel Santana. |

| 2 de setembro de 1998 | Flamengo | 0 – 2 | Boca Juniors           | Maracanã, Rio de Janeiro (RJ) |
| 21:40 h (UTC-3)       |          |       | Rey 19' · Matellán 83' | Árbitro: Gustavo Méndez       |

| - Flamengo: Clemer; Eduardo, Juan, Luiz Alberto e Fabiano (Caio); Marcos Assunção, Leandro Ávila e Nélio (Jorginho); Iranildo, Romário e Rodrigo Fabri. Técnico: Toninho Barroso. - Boca Juniors: Abbondanzieri; Ortíz, Traverso, Samuel e Matellán; Basualdo, Rosada, Pereda e La Paglia; Giménez (Guillermo Schelotto) e Rey (Battaglia). Técnico: Carlos Bianchi. |

| 3 de setembro de 1998 | Cerro Porteño                             | 2 – 2 | Vélez Sarsfield                        | Defensores del Chaco, Assunção (Paraguai) |
|                       | Javier Espínola 23' · Carlos Espínola 25' |       | Claudio Husaín 14' · Chilavert 62' (P) | Árbitro: René Ortubé                      |

| - Cerro Porteño: Bobadilla, Portanova, Sanabria, Da Silva e Carlos Espínola; Javier Espínola, Gavilán, Gómez e Alvarenga; Hugo Ovelar e Domínguez. Técnico: Raúl Navarro. - Vélez Sársfield: Chilavert; Zandoná, Méndez e Sotomayor; Claudio Husaín, Domínguez, Bassedas, Pandolfi, Camps e Zárate. Técnico: Eduardo Solari. |

| 17 de setembro de 1998 | Cerro Porteño                           | 2 – 3 | Flamengo                  | Defensores del Chaco, Assunção (Paraguai) |
|                        | Alvarenga 42' · Humberto Ovelar 47' (P) |       | Romário 4' 76' · Beto 57' | Árbitro: Eduardo Gamboa                   |

| - Flamengo: Clemer; Pimentel, Ricardo Rocha (Juan), Luiz Alberto e Wágner; Fabiano, Marcos Assunção (William), Jamir e Beto; Romário e Rodrigo Fabri (Iranildo). Técnico: Evaristo de Macedo. |

| 17 de setembro de 1998 | Vélez Sarsfield         | 2 – 1 | Boca Juniors | José Amalfitani, Buenos Aires (Argentina) |
| 21:40 h (UTC-3)        | Camps 2' · Bassedas 34' |       | Cagna 90'    | Árbitro: Javier Castrilli                 |

| - Vélez Sársfield: Chilavert; Castromán, Méndez, Cubero e Claudio Husaín; Compagnucci, Cardozo, Pandolfi e Bassedas; Camps e Darío Husaín. Técnico: Eduardo Solari. - Boca Juniors: Abbondanzieri; Ortíz, Traverso (Cagna), Matellán e Arruabarrena; Basualdo, Rosada, Pereda e La Paglia; Giménez e Rey (Guillermo Schelotto). Técnico: Carlos Bianchi. |

| 30 de setembro de 1998 | Flamengo        | 2 – 0     | Vélez Sarsfield | Maracanã, Rio de Janeiro (RJ)                     |
| 21:40 h (UTC-3)        | Romário 13' 80' | Relatório |                 | Público: 1,863 pagantes Árbitro: Gustavo Gallesio |

| - Flamengo: Clemer; Pimentel (Eduardo), Ricardo Rocha, Luiz Alberto (Jorginho) e Wágner; Fabiano, Marcos Assunção, Cleisson e Beto; Romário e Rodrigo Fabri (Iranildo). Técnico: Evaristo de Macedo. - Vélez Sársfield: Chilavert; Zandoná, Méndez, Compagnucci e Sotomayor; Husaín, Cardozo (González), Bassedas, Camps (Ercoli), Darío Husaín e Cordone (Zárate). Técnico: Eduardo Solari. |

| 30 de setembro de 1998 | Boca Juniors                             | 3 – 1 | Cerro Porteño   | La Bombonera, Buenos Aires (Argentina) |
| 21:40 h (UTC-3)        | Giménez 51' · Palermo 69' · Basualdo 84' |       | Hugo Ovelar 64' | Árbitro: José Luis da Rosa             |

| - Boca Juniors: Abbondanzieri; Ortíz, Bermúdez, Samuel e Arruabarrena; Basualdo, Serna, Pereda (Navas) e Riquelme (Guillermo Schelotto); Giménez (Cagna) e Palermo. Técnico: Carlos Bianchi. - Cerro Porteño: Bobadilla; Da Silva (Espinoza), Sanabria, Portanova, Blanco, Gavilán, Gómez, Humberto Ovelar, Alvarenga (Fernández, depois Domínguez), Espínola e Hugo Ovelar. Técnico: Carlos Kiese. |

| 13 de outubro de 1998 | Vélez Sarsfield | 1 – 1 | Cerro Porteño   | José Amalfitani, Buenos Aires (Argentina)                          |
| 21:40 h (UTC-3)       | Camps 89'       |       | Hugo Ovelar 62' | Árbitro: Olivier Viera Auxiliares: Daniel Bello e William Martínez |

| - Vélez Sársfield: Bernacchia; Zandoná, Sotomayor, Cubero e Castromán (Claudio Husaín); Compagnucci, Pandolfi (Bassedas), González e Darío Husaín; Cordone e Zárate (Camps). Técnico: Eduardo Solari. - Cerro Porteño: Bobadilla; Monges, Portanova, Cristaldo e Da Silva; Humberto Ovelar, Gómez, Recalde e Alvarenga (Torres); Domínguez (Espinoza) e Hugo Ovelar (Meza). Técnico: Carlos Kiese. |

| 14 de outubro de 1998 | Boca Juniors                         | 3 – 0     | Flamengo | Ricardo Etcheverry, Buenos Aires (Argentina) |
| 21:40 h (UTC-3)       | La Paglia 6' · Cagna 32' · Navas 44' | Relatório |          | Árbitro: Eduardo Gamboa                      |

| - Boca Juniors: Abbondanzieri; Ibarra, Traverso, Samuel e Matellán (Arruabarrena); Serna (Riquelme), Battaglia, Navas, Cagna (Basualdo) e La Paglia; Giménez. Técnico: Carlos Bianchi. - Flamengo: Clemer; Pimentel, Ricardo Rocha, Juan e Leonardo Inácio (Wágner); Jorginho, Jamir (William), Cleisson e Beto; Caio e Iranildo (Rodrigo Fabri). Técnico: Evaristo de Macedo. |

### Grupo E
| Clube                | Pts | J | V | E | D | GF | GC | SG |
| -------------------- | --- | - | - | - | - | -- | -- | -- |
| River Plate          | 9   | 6 | 2 | 3 | 1 | 8  | 7  | 1  |
| Vasco da Gama        | 9   | 6 | 2 | 3 | 1 | 4  | 3  | 1  |
| Grêmio               | 7   | 6 | 2 | 1 | 3 | 10 | 9  | 1  |
| Universidad Católica | 6   | 6 | 1 | 3 | 2 | 6  | 9  | -3 |

| 30 de julho de 1998 | Universidad Católica | 1 – 1 | Vasco da Gama | San Carlos de Apoquindo, Las Condes (Chile) |
|                     | Figueroa 73'         |       | Gian 15'      | Árbitro: René Ortubé                        |

| - Universidad Católica: Tapia, Cornejo, Garrido, Romero, Ramírez, Lepe, Ormazábal (Bisconti), Pérez (Figueroa), Mirosevic (Osorio), Edu Manga e Goldberg. Técnico: Fernando Carvallo. - Vasco: Márcio; Maricá, Géder, Alex Pinho e Henrique; Nélson, Fabrício Carvalho, Gian (Richardson) e Ronaldo Luiz; Luiz Cláudio e Sorato. Técnico: Alcir Portela. |

| 30 de julho de 1998 | Grêmio                            | 2 – 3     | River Plate                | Olímpico, Porto Alegre (RS)                                                                          |
|                     | Guilherme 16' · Rodrigo Costa 65' | Relatório | Pizzi 33' 44' · Solari 53' | Público: 5,901 (4,611 pagantes). Árbitro: Ubaldo Aquino Auxiliares: Ricardo Grance e Néstor González |

| - Grêmio: Danrlei; Valmir, Rivarola, Rodrigo Costa e Roger; Djair, Goiano, Fabinho (Tinga) e Palhinha; Zé Alcino (Ronaldinho Gaúcho) e Guilherme. Técnico: Edinho. - River Plate: Bonano; Díaz, Sarabia, Berizzo e Sorín; Netto, Escudero, Gómez e Solari (Placente); Ángel e Pizzi. Técnico: Ramón Díaz. |

| 18 de agosto de 1998 | Vasco da Gama | 1 – 0     | Grêmio | São Januário, Rio de Janeiro (RJ) |
|                      | Géder 69'     | Relatório |        | Árbitro: Wilson de Souza Mendonça |

| - Vasco da Gama: Márcio; Vítor, Géder, Alex Pinho e Henrique; Nélson, Fabrício Carvalho, Gian e Maricá; Mauricinho (Rogério) e Sorato (Vanderlei). Técnico: Alcir Portela. - Grêmio: Danrlei; Itaqui, Rivarola, Scheidt e Roger; Fabinho, Goiano, Ronaldinho Gaúcho (Tinga) e Rodrigo Mendes (Ricardo Miranda); Zé Alcino e Clóvis (Danlaba). Técnico: Celso Roth. |

| 20 de agosto de 1998 | River Plate  | 1 – 1 | Universidad Católica | Monumental de Núñez, Buenos Aires (Argentina) |
| 21:40 h (UTC-3)      | Castillo 25' |       | Romero 65'           | Árbitro: Epifanio González                    |

| - River Plate: Bonano; Martínez, Ayala, Sarabia e Sorín; Gómez (Ángel), Astrada, Solari e Aimar; Pizzi (Escudero) e Castillo. Técnico: Ramón Díaz. - Universidad Católica: Tapia; Romero, Parraguez, Poli e Garrido; Osorio, Pizarro, Lepe e Edu Manga (Cornejo); Pérez (Luis Díaz) e Figueroa. Técnico: Fernando Carvallo. |

| 1º de setembro de 1998 | Grêmio                                                                   | 5 – 1     | Universidad Católica | Olímpico, Porto Alegre (RS)                       |
|                        | Itaqui 22' 66' · Zé Alcino 27' · Scheidt 30' · Ronaldinho Gaúcho 44' (P) | Relatório | Cornejo 55'          | Público: 3,223 pagantes Árbitro: Gustavo Gallesio |

| - Grêmio: Danrlei; Valmir, Rodrigo Costa, Scheidt (Éder) e Roger; Djair, Goiano, Itaqui e Ronaldinho Gaúcho; Zé Alcino (Rodrigo Mendes) e Zé Afonso (Clóvis). Técnico: Celso Roth. - Universidad Católica: Tapia; Cornejo, Ramírez, Poli e Garrido; Mirosevic (Lepe), Edu Manga e Parraguez (Pizarro); Ormazábal e Osorio (Luis Díaz). Técnico: Fernando Carvallo. |

| 3 de setembro de 1998 | River Plate  | 1 – 1 | Vasco da Gama | Monumental de Núñez, Buenos Aires (Argentina) |
|                       | Castillo 82' |       | Rogério 71'   | Árbitro: Mario Sánchez                        |

| - River Plate: Bonano; Díaz, Sarabia, Berizzo e Sorín; Netto, Gómez (Martínez), Solari (Berti) e Aimar; Ángel (Pizzi) e Castillo. Técnico: Ramón Díaz. - Vasco da Gama: Márcio; Maricá, Géder, Alex Pinho e Ronaldo Luiz; Fabrício, Nélson, Gian e Henrique; Mauricinho e Sorato (Rogério). Técnico: Alcir Portela. |

| 15 de setembro de 1998 | Universidad Católica | 1 – 1     | Grêmio             | San Carlos de Apoquindo, Las Condes (Chile) |
|                        | Lepe 12' (P)         | Relatório | Rodrigo Mendes 53' | Árbitro: Roberto Troxler                    |

| - Universidad Católica: Tapia; Cornejo, Vargas, Ramírez e Pizarro; Ormazábal, Lepe, Edu Manga (Osorio) e Mirosevic (Goldberg); Figueroa e Moya. Técnico: Fernando Carvallo. - Grêmio: Danrlei; Valmir, Rodrigo Costa, Scheidt e Roger; Fabinho, Goiano, Itaqui (Marcelo Müller) e Ronaldinho Gaúcho (Djair, depois Éder); Clóvis e Rodrigo Mendes. Técnico: Celso Roth. |

| 16 de setembro de 1998 | Vasco da Gama | 0 – 0 | River Plate | São Januário, Rio de Janeiro (RJ) |
| 21:40 h (UTC-3)        |               |       |             | Árbitro: José Luis da Rosa        |

| - Vasco: Márcio; Maricá, Géder, Henrique e Fabián; Nélson, Fabrício, Gian e Ronaldo Luiz; Rogério (Richardson) e Luiz Cláudio (Vanderlei). Técnico: Alcir Portela. - River Plate: Burgos; Díaz (Martínez), Paz, Berizzo e Sorín; Netto, Pereyra, Gómez (Aimar) e Solari; Ángel e Pizzi (Castillo). Técnico: Ramón Díaz. |

| 29 de setembro de 1998 | Universidad Católica          | 2 – 0 | River Plate | San Carlos de Apoquindo, Las Condes (Chile) |
|                        | Ormazábal 56' · Parraguez 60' |       |             | Árbitro: Bonifacio Núñez                    |

| - Universidad Católica: Tapia; Cornejo, Jorge Vargas, Ramírez e Pizarro; Ormazábal, Lepe, Edu Manga (Parraguez) e Osorio; Luis Díaz (Goldberg) e Figueroa (Pérez). Técnico: Fernando Carvallo. - River Plate: Burgos; Díaz, Sarabia, Berizzo e Sorín; Escudero, Netto, Astrada e Berti (Aimar); Ángel (Castillo) e Pizzi (Solari). Técnico: Ramón Díaz. |

| 29 de setembro de 1998 | Grêmio                | 1 – 0     | Vasco da Gama | Olímpico, Porto Alegre (RS)                                 |
|                        | Ronaldinho Gaúcho 47' | Relatório |               | Público: 5,613 pagantes Árbitro: Sidrack Marinho dos Santos |

| - Grêmio: Danrlei; Valmir, Rodrigo Costa, Scheidt e Roger; Fabinho (Éder), Goiano, Itaqui (Tinga) e Ronaldinho Gaúcho; Rodrigo Mendes e Zé Afonso (Danlaba). Técnico: Celso Roth. - Vasco da Gama: Márcio; Maricá, Géder, Alex Pinho e Ronaldo Luiz; Nélson, Fabrício Carvalho, Rogério (Sorato) e Henrique; Mauricinho (Richardson) e Luiz Cláudio. |

| 14 de outubro de 1998 | Vasco da Gama | 1 – 0     | Universidad Católica | São Januário, Rio de Janeiro (RJ)                                  |
|                       | Gian 41'      | Relatório |                      | Árbitro: Jorge Larrionda Auxiliares: Gustavo Méndez e Carlos López |

| - Vasco da Gama: Márcio; Maricá, Alex Pinho, Géder e Ronaldo Luiz; Fabrício Carvalho, Fabricio e Gian (Fabiano); Mauricinho (Richardson); Luiz Cláudio e Sorato (França). Técnico: Alcir Portela. - Universidad Católica: Varas; Cornejo, Jorge Vargas, Ramírez e Pizarro; Lepe, Osorio (Edu Manga), Parraguez e Ormazábal; Figueroa (Luis Díaz) e Moya. Técnico: Fernando Carvallo. |

| 15 de outubro de 1998 | River Plate                              | 3 – 1     | Grêmio           | Monumental de Núñez, Buenos Aires (Argentina) |
| 21:40 h (UTC-3)       | Pizzi 65' · Aimar 77' · Gallardo 89' (P) | Relatório | Martínez 82' (C) | Árbitro: Epifanio González                    |

| - River Plate: Burgos; Martínez, Paz, Berizzo e Sorín (Placente); Astrada, Gómez (Escudero), Aimar e Solari (Gallardo); Pizzi e Castillo. Técnico: Ramón Díaz. - Grêmio: Danrlei; Valmir, Rodrigo Costa, Scheidt e Roger; Djair (Palhinha), Goiano, Fabinho e Itaqui (Clóvis); Zé Afonso (Tinga) e Rodrigo Mendes. Técnico: Celso Roth. |

## Quartas de final
| 27 de outubro de 1998 | Vélez Sarsfield                                | 3 – 4     | Olimpia                                                     | José Amalfitani, Buenos Aires (Argentina)                              |
| 21:10 h (UTC-3)       | Darío Husaín 19' · Pandolfi 70' · Bassedas 74' | Relatório | Caballero 27' · González 55' · Santa Cruz 65' · Paredes 89' | Árbitro: José Luis da Rosa Auxiliares: Olivier Viera e Fernando Cresci |

| - Vélez Sársfield: Chilavert; Zandoná, Compagnucci (Castromán) e Sotomayor; Claudio Husaín, Bassedas, Pandolfi e Cardozo; Cordone, Darío Husaín e Camps (Zárate). Técnico: Eduardo Solari. - Olimpia: Tavarelli; Cáceres, Caniza, Zelaya e Franco; Jara, Paredes, Esteche e Pérez; González (Quintana) e Caballero (Santa Cruz, depois Avalos). Técnico: Luis Cubilla. |

| 4 de novembro de 1998 | Olimpia            | 2 – 1 | Vélez Sarsfield | Defensores del Chaco, Assunção (Paraguai) |
|                       | Santa Cruz 24' 40' |       | Camps 65'       | Árbitro: Eduardo Gamboa                   |

| - Olimpia: Tavarelli; Cáceres, Caniza, Zelaya e Franco; Quintana (Romero), Paredes, Avalos e Pérez; Santa Cruz (Esteche) e Caballero (Neffa). Técnico: Luis Cubilla. - Vélez Sársfield: Chilavert; Zandoná, Méndez, Cubero e Castromán (Cordone); Sotomayor, Cardozo, Bassedas e Pandolfi (González); Camps e Darío Husaín (Zárate). Técnico: Eduardo Solari. |

| 28 de outubro de 1998 | River Plate      | 1 – 2 | Cruzeiro                             | Monumental de Núñez, Buenos Aires (Argentina)                    |
|                       | Gallardo 78' (P) |       | Marcelo Ramos 32' · Fábio Júnior 71' | Árbitro: Gustavo Méndez Auxiliares: Saúl Feldman e Jorge Galatti |

| - River Plate: Burgos; Martínez, Sarabia, Berizzo (Paz) e Placente; Escudero (Aimar), Astrada, Solari e Gallardo; Pizzi (Ángel) e Castillo. Técnico: Ramón Díaz. - Cruzeiro: Dida; Gustavo, Marcelo Djian, Wilson Gottardo e Gilberto; Marcos Paulo, Djair, Vagner (Reginaldo) e Caio; Marcelo Ramos e Fábio Júnior. Técnico: Levir Culpi. |

| 5 de novembro de 1998 | Cruzeiro                        | 2 – 0     | River Plate | Mineirão, Belo Horizonte (MG) |
|                       | Fábio Júnior 36' · Gilberto 83' | Relatório |             | Árbitro: Bonifacio Núñez      |

| - Cruzeiro: Dida; Gustavo, Marcelo Djian, Wilson Gottardo e Gilberto; Marcos Paulo, Djair, Valdo e Caio (Vagner); Marcelo Ramos e Fábio Júnior. Técnico: Levir Culpi. - River Plate: Burgos; Martínez, Sarabia, Berizzo e Placente; Netto, Escudero, Gómez (Ángel), Solari (Aimar) e Gallardo; Pizzi (Castillo). Técnico: Ramón Díaz. |

| 29 de outubro de 1998 | San Lorenzo | 0 – 0     | Racing | Nuevo Gasómetro, Buenos Aires (Argentina) |
| 21:10 h (UTC-3)       |             | Relatório |        | Árbitro: Daniel Giménez                   |

| - San Lorenzo: Passet; Paredes, Córdoba, Tuzzio e Manusovich; Coudet (Rivadero), Lussenhoff, Borrelli (Basabilvaso) e Gorosito; Estévez e Acosta. Técnico: Alfio Basile. - Racing: Bizzarri; Reinoso, Banegas, Úbeda e Zanetti; Bezombe (Estévez), Michelini, Martín Morales e Rubén Capria (García); Latorre e Delgado. Técnico: Ángel Cappa. |

| 5 de novembro de 1998 | Racing          | 1 – 1 | San Lorenzo | Juan Domingo Perón, Avellaneda, (Argentina) |
|                       | Delgado 71' (P) |       | Acosta 75'  | Árbitro: Horacio Elizondo                   |

|                                        |     | Penalidades                    |  |
| Delgado: Úbeda: Martín Morales: Ojeda: | 0–2 | Gorosito: Lussenhoff: Biaggio: |  |

| - Racing: Bizzarri; Úbeda, Lux, Reinoso, Michelini, Zanetti, Bezombe, Rubén Capria (Ojeda), Martín Morales, Latorre e Delgado. Técnico: Ángel Cappa. - San Lorenzo: Passet; Tuzzio, Ameli, Lussenhoff e Córdoba; Paredes, Rivadero (Coudet),Borrelli (Basabilvaso) e Gorosito; Estévez (Biaggio) e Acosta. Técnico: Alfio Basile. |

| 29 de outubro de 1998 | Palmeiras                            | 3 – 1 | Boca Juniors | Parque Antárctica, São Paulo (SP) |
|                       | Almir 27' · Arílson 48' · Magrão 89' |       | Rey 51' (P)  | Árbitro: Mario Sánchez            |

| - Palmeiras: Velloso; Arce, Júnior Baiano, Cléber e Júnior; Galeano, Rogério, Alex (Darci) e Zinho (Arílson); Almir (Magrão) e Paulo Nunes. Técnico: Luiz Felipe Scolari. - Boca Juniors: Abbondanzieri; Ibarra, Traverso, Samuel, Matellán, Gustavo Schelotto (Gatti), Battaglia, Navas, Pereda, Rey e Giménez (Basualdo). Técnico: Carlos Bianchi. |

| 5 de novembro de 1998 | Boca Juniors | 1 – 1 | Palmeiras | La Bombonera, Buenos Aires (Argentina) |
|                       | Palermo 58'  |       | Alex 80'  | Árbitro: Gustavo Méndez                |

| - Boca Juniors: Abbondanzieri; Ibarra, Traverso, Samuel, Matellán, Gustavo Schelotto, Battaglia, Navas, Riquelme (Guilhermo Schelotto), Giménez (Palermo) e Rey (Cagna). Técnico: Carlos Bianchi. - Palmeiras: Velloso; Arce, Júnior Baiano, Cléber e Júnior; Tiago Silva,Galeano, Rogério e Alex (Pedrinho); Paulo Nunes (Agnaldo) e Oséas (Darci). Técnico: Luiz Felipe Scolari. |

## Semifinais
| 10 de novembro de 1998 | Palmeiras           | 2 – 0 | Olimpia | Parque Antárctica, São Paulo (SP) |
| 21:45                  | Alex 41' · Alex 51' |       |         | Árbitro: Mario Sánchez            |

| - Palmeiras: Velloso; Arce, Galeano, Cléber e Júnior; Tiago Silva, Rogério, Alex e Zinho; Paulo Nunes e Oséas (Almir). Técnico: Luiz Felipe Scolari. - Olimpia: Tavarelli; Cáceres, Caniza, Zelaya, Franco, Paredes, Avalos (Romero), Jara, Pérez (Esteche), González (Santa Cruz) e Caballero. Técnico: Luis Cubilla. |

| 17 de novembro de 1998 | Olimpia | 0 – 1 | Palmeiras | Defensores del Chaco, Assunção (Paraguai) |
| 21:10                  |         |       | Oséas 19' | Árbitro: Oscar Sequeira                   |

| - Olimpia: Tavarelli; Cáceres, Caniza, Zelaya, Franco, Paredes, Avalos, Jara, Mendoza (Benítez), Santa Cruz e Caballero (Neffa). Técnico: Luis Cubilla. - Palmeiras: Velloso; Arce, Júnior Baiano, Cléber e Júnior; Galeano, Rogério, Alex e Zinho; Paulo Nunes e Oséas. Técnico: Luiz Felipe Scolari. |

| 19 de novembro de 1998 | Cruzeiro       | 1 – 0 | San Lorenzo | Mineirão, Belo Horizonte (MG)                     |
| 21:45                  | Alex Alves 19' |       |             | Público: 12,114 pagantes Árbitro: Jorge Larrionda |

| - Cruzeiro: Dida; Gustavo, Marcelo Djian, Wilson Gottardo e Gilberto; Marcos Paulo, Djair e Valdo; Müller (Caio), Alex Alves e Fábio Júnior (Marcelo Ramos). Técnico: Levir Culpi. - San Lorenzo: Passet; Tuzzio, Ameli, Lussenhoff e Manusovich; Coudet, Paredes, Basabilvaso (Borrelli) e Gorosito; Estévez (Coria) e Acosta (Biaggio). Técnico: Alfio Basile. |

| 2 de dezembro de 1998 | San Lorenzo     | 1 – 1 | Cruzeiro  | Nuevo Gasómetro, Buenos Aires (Argentina) |
| 21:10                 | Basavilbaso 39' |       | Djair 65' | Público: 41,000 Árbitro: Ubaldo Aquino    |

| - San Lorenzo: Passet; Tuzzio, Ameli, Lussenhoff e Córdoba; Coudet, Rivadero (Borrelli), Basabilvaso e Gorosito; Estévez (Biaggio) e Acosta. Técnico: Alfio Basile. - Cruzeiro: Paulo César; Gustavo, Marcelo Djian, Wilson Gottardo e Gilberto; Marcos Paulo, Djair (Valdir) e Valdo; Müller (Caio), Alex Alves e Fábio Júnior (Marcelo Ramos). Técnico: Levir Culpi. |

## Final
| 16 de dezembro de 1998 | Cruzeiro                             | 2 – 1 | Palmeiras        | Mineirão, Belo Horizonte (MG)                       |
| 21:45 h (UTC-3)        | Marcelo Ramos 21' · Fábio Júnior 89' |       | Roque Júnior 44' | Público: 50,000 Árbitro: Sidrack Marinho dos Santos |

| - Cruzeiro: Dida; Gustavo, Marcelo Djian, João Carlos e Gilberto; Valdir, Ricardinho, Valdo (Djair) e Caio (Alex Alves); Müller e Marcelo Ramos (Fábio Júnior). Técnico: Levir Culpi. - Palmeiras: Velloso; Neném, Júnior Baiano (Agnaldo), Cléber e Júnior; Roque Júnior, Rogério, Arce (Almir) e Zinho; Paulo Nunes e Oséas (Alex). Técnico: Luiz Felipe Scolari. |

| 26 de dezembro de 1998 | Palmeiras                               | 3 – 1     | Cruzeiro        | Parque Antárctica, São Paulo (SP)                  |
| 16:40 h (UTC-3)        | Cléber 8' · Oséas 52' · Paulo Nunes 85' | Relatório | Fábio Júnior 3' | Público: 32,000 Árbitro: Cláudio Vinícius Cerdeira |

| - Palmeiras: Velloso; Arce, Júnior Baiano, Cléber (Tiago Silva) e Júnior; Roque Júnior, Rogério, Alex (Pedrinho) e Zinho; Paulo Nunes e Oséas (Magrão). Técnico: Luiz Felipe Scolari. - Cruzeiro: Dida; Gustavo, Marcelo Djian, Wilson Gottardo (João Carlos) e Gilberto; Valdir (Caio), Ricardinho (Alex Alves), Djair e Valdo; Müller e Fábio Júnior. Técnico: Levir Culpi. |

| 29 de dezembro de 1998 | Palmeiras | 1 – 0 | Cruzeiro | Parque Antárctica, São Paulo (SP)                            |
| 21:45 h (UTC-3)        | Arce 62'  |       |          | Público: 28,959 pagantes Árbitro: Luciano Augusto de Almeida |

| Palmeiras | Cruzeiro |

| PALMEIRAS:          |    |               |                               |     |
|                     |    |               |                               |     |
| G                   | 1  | Velloso       |                               |     |
| LD                  | 2  | Arce          |                               |     |
| Z                   | 3  | Júnior Baiano |                               |     |
| Z                   | 5  | Roque Júnior  |                               |     |
| LE                  | 6  | Júnior        |                               |     |
| V                   | 10 | Rogério       |                               |     |
| V                   | 15 | Tiago Silva   | Penalizado com cartão amarelo |     |
| M                   | 20 | Alex          |                               | 45' |
| M                   | 11 | Zinho         | Penalizado com cartão amarelo | 89' |
| A                   | 7  | Paulo Nunes   |                               |     |
| A                   | 9  | Oséas         |                               | 77' |
| Substituição:       |    |               |                               |     |
| A                   | 19 | Almir         |                               | 45' |
| V                   | 16 | Pedrinho      | Penalizado com cartão amarelo | 77' |
| Z                   | 14 | Agnaldo       |                               | 89' |
| Treinador:          |    |               |                               |     |
| Luiz Felipe Scolari |    |               |                               |     |

| CRUZEIRO:     |    |               |                                   |      |
|               |    |               |                                   |      |
| G             | 1  | Dida          |                                   |      |
| LD            | 2  | Gustavo       |                                   |      |
| Z             | 3  | Marcelo Djian | Penalizado com cartão amarelo     |      |
| Z             | 13 | João Carlos   | Penalizado com cartão amarelo     |      |
| LE            | 6  | Gilberto      |                                   |      |
| V             | 16 | Marcos Paulo  |                                   |      |
| V             | 8  | Ricardinho    |                                   | 73a' |
| M             | 10 | Valdo         |                                   |      |
| A             | 7  | Müller        |                                   | 73b' |
| A             | 9  | Marcelo Ramos | Penalizado · Penalizado · Expulso |      |
| A             | 15 | Fábio Júnior  |                                   |      |
| Substituição: |    |               |                                   |      |
| M             | 14 | Caio          |                                   | 73a' |
| A             | 17 | Alex Alves    |                                   | 73b' |
| Treinador:    |    |               |                                   |      |
| Levir Culpi   |    |               |                                   |      |

## Premiação
| Copa Mercosul de 1998         |
| ----------------------------- |
| Palmeiras Campeão (1º título) |